# Pseudojuloides pluto
Pseudojuloides pluto là một loài cá biển thuộc chi Pseudojuloides trong họ Cá bàng chài. Loài này được mô tả lần đầu tiên vào năm 2020.

## Từ nguyên
Từ định danh của loài được đặt theo tên của Pluto, vị thần coi quản địa phủ trong thần thoại La Mã, hàm ý đề cập đến sắc đen trên toàn bộ cơ thể của cá đực. Tên thông thường của loài này, bàng chài Narcissus, được đặt theo tên gọi của chi Thủy tiên (Narcissus), một loài hoa mọc dọc theo dòng sông Styx chia tách cõi âm và dương trần, cũng là biểu tượng của thần Pluto, hàm ý đề cập đến màu sắc dịu sáng ở cá cái.

## Phạm vi phân bố
Các mẫu vật của P. pluto được thu thập ở tại quần đảo Maug (thuộc quần đảo Bắc Mariana) và đảo Wake. Cũng tại quần đảo Mariana, P. pluto đã được ghi nhận tại đảo Tinian, Saipan và Guam. Những bức ảnh chụp cho thấy, loài này cũng xuất hiện ở quần đảo Ogasawara (Nhật Bản).
P. pluto sống trên nền đáy cát lẫn đá vụn ở độ sâu đến 30 m.

## Mô tả
P. pluto có chiều dài cơ thể tối đa được ghi nhận là gần 9,4 cm. Chúng là loài dị hình giới tính. Phía trước vây lưng có đốm đen ở cả hai giới.
Cá đực có màu ô liu ở thân trên, nhạt dần thành màu xanh lục nhạt ở thân dưới (tuy nhiên, màu sắc được quan sát ở dưới nước thường là màu đen sẫm). Gáy và vùng trên ổ mắt có màu đỏ hồng, vùng màu đỏ này kéo dài thành sọc dọc theo gốc vây lưng đến rìa trên của cuống đuôi. Vùng thân dưới ở sau vây ngực có dải ngắn màu hoa cà đến hồng da cam, kéo dài từ gốc vây lưng đến trên vây bụng. Vây lưng và vây hậu môn có viền xanh óng. Vây ngực và vây bụng trong suốt. Đuôi tiệp màu với thân, hơi ánh xanh.
Cá cái có một đường sọc màu xanh lam sáng chia tách hai vùng màu của cơ thể: thân trên màu đỏ nâu hoặc nâu cam, sẫm đen ở vùng thân giáp với đường sọc xanh; toàn bộ vùng thân còn lại màu kem. Các vây trong suốt, phớt cam (vây lưng và vây hậu môn) hoặc hồng (vây ngực).
Số gai ở vây lưng: 9; Số tia vây ở vây lưng: 11; Số gai ở vây hậu môn: 3; Số tia vây ở vây hậu môn: 12; Số tia vây ở vây ngực: 13; Số gai ở vây bụng: 1; Số tia vây ở vây bụng: 5.

### Trích dẫn
- "Two New Species of Pencil Wrasses (Teleostei: Labridae: Pseudojuloides) from Micronesia and the Marquesan Islands" (PDF). Copeia. Quyển 108 số 3. 2020. tr. 679–691. {{Chú thích tạp chí}}: Đã bỏ qua tham số không rõ |authors= (trợ giúp)